# Sauda
Sauda est une kommune de Norvège. Elle est située dans le comté de Rogaland.

## Personnalités liées
- Jan Bojer Vindheim (né en 1945), homme politique, poète, journaliste et activiste norvégien